# Eduard Mandel
Eduard Mandel (* 15. Februar 1810 in Berlin; † 20. Oktober 1882 in Berlin) war ein deutscher Kupferstecher.

## Leben

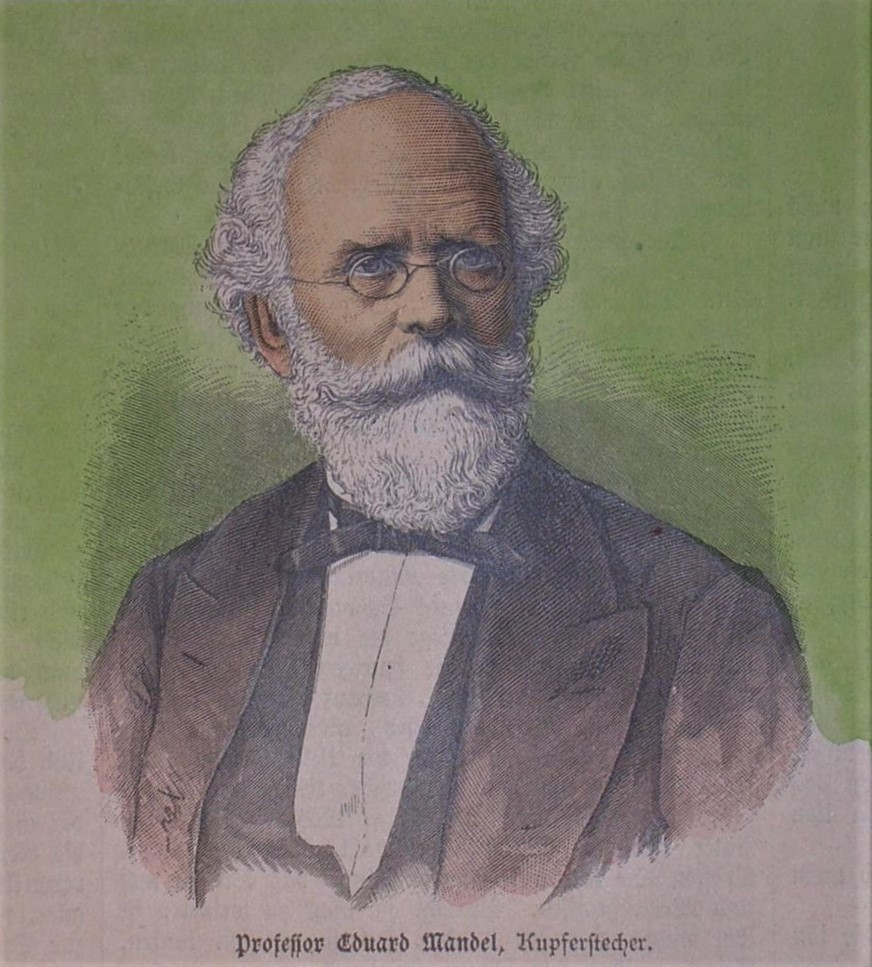
Professor Eduard Mandel

Mit 14 Jahren wurde Mandel Schüler des Kartenstechers Johann Karl Mare (1773–1835) und wechselte zwei Jahre später in das Atelier des Kupferstechers Ludwig Buchhorn. Als Abschluss seiner dortigen Ausbildung fertigte Mandel 1830 nach eigener Vorlage ein Porträt von König Friedrich Wilhelm III. Darauf hatte er mit seinem Werke „Der Krieger und sein Kind“ (nach einem Gemälde von Theodor Hildebrandt) seinen eigenen Stil gefunden. Hochgelobt von der offiziellen Kunstkritik beauftragte ihn der Preußische Kunstverein mit mehreren Arbeiten, deren wichtigste „Die Lurlei“ nach Carl Joseph Begas war. 1839 vollendete Mandel dieses Blatt und nach deren eigenem Bekunden wurden später unter anderem die Maler Karl Ferdinand Sohn und Hermann Wislicenus davon inspiriert.
1837 ernannte ihn die Berliner Akademie zu ihrem Mitglied. Im Frühjahr 1840 ging Mandel an die École des Beaux-Arts in Paris und wurde dort Schüler von Louis Pierre Henriquel-Dupont und Auguste Gaspard Louis Desnoyers. Hier entstand auch eines seiner ersten Werke, der „italienische Hirtenknabe“ (nach Pollack).
1842 nach Berlin zurückgekehrt führte Mandel seine Arbeiten weiter und wurde als Dozent an die hiesige Kunstakademie berufen und Professor an der Kupferstichschule. Als sein Schüler ist besonders Robert Trossin zu nennen. 1856 wurde Mandel zum Leiter des Ateliers für Kupferstichkunst an der Kunstakademie berufen. Als während des Deutsch-Französischen Krieges der Lehrbetrieb eingestellt wurde, legte Mandel seine Ämter nieder und zog sich ins Privatleben zurück. Sein bekanntestes Werk, das kurz vor seinem Tod entstand, ist ein Stich nach der Sixtinischen Madonna von Raphael. Mandel gilt als einer der führenden Meister der Berliner Kupferstecherkunst. Er war berühmt für seinen strengen Linienstich. So behauptete sich seine Kunst gegen die Konkurrenz modernerer Vervielfältigungsformen wie Lithographie und Photographie.
Er starb im Alter von 72 Jahren am 20. Oktober 1882 in Berlin, sein Grab befand sich auf dem St.-Marien- und St.-Nikolai-Friedhof I im Berliner Ortsteil Prenzlauer Berg.

## Ehrung
Er wurde am 24. Januar 1860 in den preußischen Orden „Pour le mérite für Wissenschaften und Künste“ aufgenommen. Seit 1865 war er assoziiertes Mitglied der Académie royale de Belgique (Classe des Beaux-Arts).
Seit 1923 trägt in Berlin eine neu eingerichtete Straße im Ortsteil Prenzlauer Berg den Namen Mandelstraße.

## Werke (Auswahl)

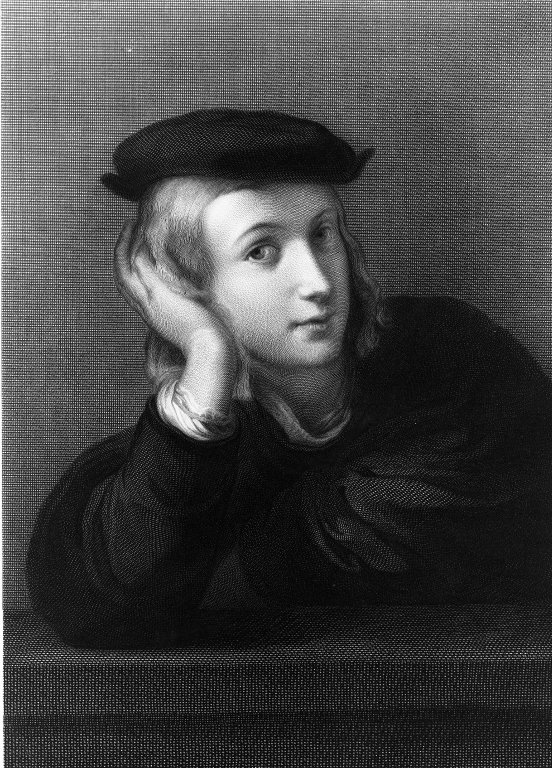
Jünglingsporträt nach Raffael 1860

- Selbstbildnis (1841, nach Anthonis van Dyck)
- Selbstbildnis (1843, nach Tizian)
- König Friedrich Wilhelm IV. (Porträt)
- Königin Elisabeth von Preußen (Porträt)
- König Karl I. von England (1850, nach Anthonis van Dyck)
- König Friedrich der Große
- Madonna Colonna (1855, nach Raffael)
- Ecce homo (1855, nach Guido Reni)
- Jünglingsporträt (1860, nach Raffael)
- Madonna della Sedia (1865, nach Raffael)
- La Bella (1868, nach Tizian)
- Madonna Panshanger (1872, nach Raffael)
- Maria und Johannes (nach Bernhard Plockhorst)
- Die Ehebrecherin (nach Bernhard Plockhorst)
- Sixtinische Madonna (Raffael)
- Der Krieger und sein Kind (1835, nach Theodor Hildebrandt)
- Italienischer Hirtenknabe (1840, nach Pollack)